# Nino Garris
Stefano Marco Garris, detto Nino (Paderborn, 21 aprile 1979), è un ex cestista tedesco.
Giocava come guardia. Ha militato nell'ALBA Berlino e nello Skyliners Francoforte.

## Carriera
Con la Germania ha disputato i Campionati mondiali del 2002 e due edizioni dei Campionati europei (2001, 2003).

## Palmarès
- Campionato tedesco: 4

Alba Berlino: 1999-2000, 2000-01, 2001-02, 2002-03
- Coppa di Germania: 2

Alba Berlino: 2002, 2003